# 1362
1362 (MCCCLXII) a fost un an obișnuit al calendarului iulian, care a început într-o zi de luni.

## Evenimente
- 6 aprilie: Bătălia de la Brignais. Mercenarii înving armata regală a lui Ioan II al Franței.

### Nedatate
- Bătălia de la Apele Albastre (Ucraina). Forțele din Marele Ducat al Lituaniei conduse de Algirdas înfrâng pe tătarii din Hoarda de Aur, finalizând cucerirea principatului kievean.
- Începutul celei de-a II-a domnie a lui Mahomed al V-lea (Muhammed V), sultanul Granadei (1362-1391).
- Sub Eduard al III-lea, limba engleză ia locul limbii franceze ca limbă oficială, când Parlamenul britanic începe să o utilizeze pentru prima dată de la Cucerirea normandă din 1066.

## Nașteri
- dată necunoscută: Vladislav al II-lea al Poloniei  (d. 1434)
- dată necunoscută: Ioana de Bavaria (1356–1386) soția împӑratului Venceslau (d. 1386)

## Decese
- 12 septembrie: Papa Inocențiu al VI-lea (n. 1282/1295?)